# Arhidieceza de Milano
Arhidieceza de Milano este una din cele mai vechi episcopii din nordul Italiei. Unul din primii episcopi de Milano a fost Sfântul Ambrozie (sec. al IV-lea).

## Istoric
Arhiepiscopul Carlo Borromeo (1560-1584) a pus în practică deciziile Conciliului de la Trento, organizând la Milano o pastorație model pentru timpurile de atunci.
Este cea mai mare dieceză din lume, având 1.107 parohii în jurisdicția sa canonică.

## Organizare

### Dieceze sufragane
1. Dieceza de Bergamo
2. Dieceza de Brescia
3. Dieceza de Como
4. Dieceza de Crema
5. Dieceza de Cremona
6. Dieceza de Lodi
7. Dieceza de Mantova
8. Dieceza de Pavia
9. Dieceza de Vigevano